# Badenska kultura
Badenska kultura je eneolitička kultura koja je od 3600. do 2800. godine pr. Kr. bila rasprostranjena u srednjoj i jugoistočnoj Europi. Njeni materijalni ostaci najčešći su u Moravskoj, Mađarskoj, Slovačkoj i istočnoj Austriji, a importi badenske keramike datirani dendrokonološkom metodom pronađeni su u Njemačkoj i Švicarskoj.

## Povijest istraživanja
Badensku kulturu nazvao je prema mjestu Baden kod Beča austrijski prapovjesničar Oswald Menghin. Prvu monografiju napisao je 1956. godine J. Banner. 
Badenska kultura interpretirana je kao dijelom mnogo većeg arheološkog kompleksa koji uključuje kulture na ušću Dunava Ezero kultura-Černavoda III) i Troade. 1963. godine je Nándor Kalicz na temelju antropomorfnih badenskih žara pronađenih u Mađarskoj, no tu interpretaciju pobija radiokarbonsko datiranje koju je kasnije i sam autor odbacio.

## Kronologija
Badenska kultura razvija se u zapadnokarpatskoj dolini iz kasne lenđelske kulture. Postoji nekoliko teorija o njenom porijeklu: Němejcová-Pavuková podržava poligenetsko porijeklo, uključujući i jugoistočne elemente prenijete iz bugarske ezero-kulture ranog brončanog doba (Ezero, slojevi XIII-VII) i kulturu ČernavodaIII/Cotofeni. Prema Ecsedy, badenska kultura otprilike je istovremena s ranoheladskim periodom (EH II) u Tesaliji, prema Parzinger sa slojem IV nalazišta Sitagroi. Baden je otprilike istovremen s kasnom kulturom polja sa žarama i ranom kulturom vrpčaste keramike. Poznate su sljedeće faze ove kulture: Balaton-Lasinja (lasinjska kultura), Baden-Boleráz, postboleráz (rani, Fonyod/Tekovský Hrádok, i kasni, Červený Hrádok/Szeghalom-Dioér prema Veri Němejcovoj-Pavukovoj), te klasični Baden.
| Faza            | Podgrupe                       | Vrijeme           | lokaliteti            |
| --------------- | ------------------------------ | ----------------- | --------------------- |
| Balaton-Lasinja | -                              | 3700. pr. Kr. cal | -                     |
| Boleráz         | -                              | 3500. pr. Kr.     | Pilismarot            |
| Ia              | Štúrovo                        | -                 | Letkès                |
| Ib              | Nitriansky Hrádok              | -                 | Lánycsok, Vysoki breh |
| Ic              | Zlkovce                        | -                 | Balatonboglár         |
| Postboleraz     |                                | -                 |                       |
| rana            | Fonyod/Tekovský Hrádok         | -                 | -                     |
| kasna           | Červený Hrádok/Szeghalom-Dioér | -                 | -                     |
| Klasični Baden  |                                | 3400. pr. Kr.     | -                     |
| II, III         | starija                        | -                 | Nevidzany, Viss       |
| IV              | mlađa                          | -                 | Uny, Chlaba, Ózd      |

## Badenska kultura na području Hrvatske
U Hrvatskoj badenska kultura naglo zauzima područja pod utjecajem neolitičkih kultura (sopotske i vinčanske), i to naglim dolaskom naroda s istoka. To uključuje područje srednje i istočne Slavonije i Srijema, i to najviše lokalitete koje su prije njih zauzimala naselja sopotske i vinčanske kulture - uglavnom riječne terase i brežuljkaste sklopove u blizini rijeka. Gospodarstvo badenske kulture u našim krajevima uglavnom je, unatoč bitno većoj važnosti stočarstva, poljoprivredno, a metalurgija nema toliki značaj kao u područjima u blizini rudonosnih planina između Slovačke, Karpata i Rumunjske.
Poseban nalaz predstavljaju apsidalne kuće čiji su temelji iskopani na lokalitetima kod Sarvaša i u mlađem badenskom horizontu Vučedola, što bi govorilo u prilog jugoistočnom podrijetlu badenske kulture, no neki znanstvenici danas osporavaju pripadnost tih nalaza badenskoj kulturi.
Kasnija badenska kultura u Hrvatskoj zauzima samo manja područja u istočnoj Slavoniji i Baranji što predstavlja samo rubno područje ove kulture, te je prema tomu na ovim prostorima ona bila pod jakim, ponegdje prevladavajućim utjecajem preživjelih kasnoneolitičkih tradicija, te tako njihovom sintezom dolazi do stvaranja karakteristične kulture rasprostranjene nešto manje od badenske, a to je kostolačka kultura koja je izvršila bitan utjecaj na kasniju vučedolsku kulturu.

## Naselja
Naselja su u pravilu na uzvisinama i neutvrđena.

## Pokapanje
Poznati su i paljevinski i kosturni ukopi. U Slovačkoj i Mađarskoj, spaljeni ostaci obično su stavljani u antropomorfne žare (Slána, Ózd-Center). U mjestu Nitriansky Hrádok pronađena je i skupna grobnica. Također je pokapana i stoka. Do sada je jedino poznato groblje rane faze Boleráz u mjestu Pilismárot u Mađarskoj koji je sadržavao nekoliko primjeraka keramike ukrašene brazdastim urezivanjem

## Gospodarstvo
Gospodarstvo je bilo mješovito. Razvijena poljoprivreda bila je prisutna, kao i stočarstvo (svinje, koze). Badenska kultura jedna je od najranijih u srednjoj Europi koje poznaju kola s kotačima. Sama kola još nisu pronađena, ali postoje ukopi parova goveda za koje se smatra da su vukle kola. Također je poznato mnogo keramičkih modela kola na četiri kotača.

## Interpretacija
U kurganskoj hipotezi Marije Gimbutas, badenska kultura se smatra indoeuropeiziranom. Za zastupnike starije teorije prema kojoj je pradomovina Indoeuropljana u srednjoj Europi, badenska kultura također je indoeuropeizirana.
Etnički i lingvistički identitet naroda skupljenih u ovoj kulturi nemoguće je odrediti. Iako postoji iskušenje svrstavanja u italsku ili keltsku skupinu, barem u mađarskoj ravnici, to je samo nagađanje bez arheoloških dokaza.